# Јаурел (Порторико)
Јаурел (шп. Yaurel) град је у америчкој острвској територији Порторико, острвској држави Кариба.

## Демографија
По попису из 2010. године број становника је 1.050, што је 418 (-28,5%) становника мање него 2000. године.
| Група             | 2000.         | 2010.          |
| Белци             | 1 (0,1%)      | 0 (0,0%)       |
| Афроамериканци    | 558 (38,0%)   | 661 (63,0%)    |
| Азијати           | 1 (0,1%)      | 1 (0,1%)       |
| Хиспаноамериканци | 1.462 (99,6%) | 1.050 (100,0%) |
| Укупно            | 1.468         | 1.050          |